# جهانگیرشاه
میرزا نورالدین بیگ محمد خان سلیم (۳۱ اوت ۱۵۶۹ – ۲۸ اکتبر ۱۶۲۷) نامدار به جهانگیر، چهارمین پادشاه امپراتوری گورکانی بود. او پسر ارشد اکبر کبیر (حک. ۱۵۵۶–۱۶۰۵) و جودا بای بود. جهانگیرشاه به علم و هنر و ادب بیش از سیاست علاقه داشت و در شراب و افیون به‌شدت افراط کرد و بیش از شانزده سال آخر عمر خود به‌طور مؤثر کل امور کشور قانوناً و عملاً در دست‌های همسرش نورجهان بود.
جهانگیر شاه به عنوان پادشاهی بسیار عادل، بی خیال و زن ذلیل مشهور بود، که همیشه خودش و تصمیماتش به کل توسط همسر مورد علاقه اش نورجهان کنترل می‌شد، به دلیل ضعف اداری در اواخر سلطنت خود و بیشتر شدن میل خود نسبت به شراب و افیون و بیشتر شدن مشکلات سنگین هر روزه مملکتی و جانشینی به این گونه اوضاع‌ها بی علاقه و بی‌توجه شد و تمام امور را آشکارا و قانوناً به نورجهان سپرد که به‌جای او با عدالت، خردمندی و سیاستگذاری صحیح حکمرانی کند، در اواخر نیز جنگ جانشینی بین پسرانش شاهزاده خرم (بعداً شاه جهان) و شهریار آغاز شده بود، در اوایل شاهزاده خرم مورد علاقه شدید ملکه نورجهان بود، ولی زمانی که او دید با به سلطنت رسیدن خرم نفوذ مطلق و بی نظیرش در تمامی امور کاهش میابد، تصمیم گرفت شهریار را جانشین کند تا قدرت را حفظ کند، ولی در آخر بعد از مرگ جهانگیر جنگ جانشینی به اوج خط مقدم سیاسی رسید و نورجهان از سیاست استعفاء داد و شهریار کشته شد، در نهایت شاهزاده خرم با نام سلطنتی شاه جهان قدرت و تخت سلطنتی را گرفت.

## تولد

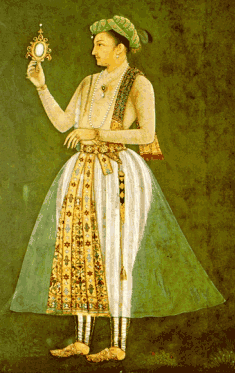
جهانگیر چهارمین پادشاه سلسله گورکانیان هند

اکبر کبیر و همسرش جودا بای (مریم الزمانی) پس از سال‌ها انتظار برای داشتن پسری که وارث تاج و تحت باشد به درگاه شیخ سلیم چشتی (۱۴۷۸–۱۵۷۲ میلادی) از صوفیان بزرگ آن دوره، دعا می‌کنند و پس از مدتی صاحب پسری می‌شوند که او را «سلیم» نام می‌نهند. نورالدین محمد سلیم در ۱۷ ربیع‌الاول ۹۷۷ قمری / ۳۱ اوت ۱۵۶۹ میلادی در منزل شیخ سلیم که اکبر به او ارادت داشت زاده شد، و به همین سبب او را سلیم نام نهادند. اکبر فرزندش را «شیخو بابا» می‌نامید و روستای محل زایش سلیم که سیکری (در نزدیکی اگرا) نام داشت را بعدها به شهر فاتح‌پور سیکری تبدیل شد.
سلیم دو برادر دوقلوی بزرگ‌تر به نام‌های حسن و حسین میرزا (زادهٔ ۱۵۶۴) داشت که هر دو در کودکی درگذشتند. اکبر که در سوگ بود، پس از مرگ پسرانشان در حالی که به جنگ می‌رفت، همسرش مریم الزمانی را همراه خود برد و در هنگام بازگشت به آگره، از سلیم چشتی که در فاتح پور سیکری ساکن بود، طلب برکت کرد. شیخ سلیم چشتی او به او اطمینان داد که به زودی سه پسر به دنیا خواهد آورد که همگی تا سن پیری زندگی خواهند کرد. چند سال پیش از تولد شاهزاده سلیم، اکبر و مریم الزمانی با پای برهنه به زیارت اجمیر شریف درگاه رفتند تا برای داشتن پسری دعا کنند.
هنگامی که اکبر از این خبر مطلع شد که مریم الزمانی، همسر ارشد او در انتظار فرزندی است، دستور ساخت قصر سلطنتی در فاتح پور سیکری در نزدیکی اقامتگاه سلیم چشتی صادر کرد. مریم را به قصری که در آنجا ساخته شده بود منتقل کردند و در دوران بارداری خود اکبر به سیکری سفر می‌کرد و نیمی از وقت خود را در سیکری و نیمی دیگر را در آگره می‌گذراند.
یک روز در حالی که مریم الزمانی سلیم را باردار بود، لگد زدن نوزاد به‌طور ناگهانی در رحم متوقف شد. اکبر در آن زمان مشغول شکار یوزپلنگ بود که این موضوع به او گزارش شد. او با این فکر که آیا می‌توانست برای سلامتی فرزند متولد نشده‌اش کاری بیشتر انجام دهد، قول داد که از آن روز هرگز یوزپلنگ را در روزهای جمعه شکار نکند و سلیم در زندگی‌نامه‌اش اشاره می‌کند که اکبر در تمام عمر به عهد خود وفا کرد. سلیم نیز به احترام نذر پدرش، هرگز یوزپلنگ را در روز جمعه شکار نکرد. هنگامی که مریم الزمانی نزدیک زایمان خود بود، اکبر او را به خانه شیخ سلیم برد و در آنجا سلیم را به دنیا آورد. با توجه به ایمان اکبر به تأثیر دعای آن شیخ، او را سلیم نام نهادند.
سلیم از چهار سالگی به فراگیری دانش پرداخت در هیئت، طبیعیات، فن انشاء، و خطاطی پیشرفت کرد. او به زبان پارسی و اردو پیشامدرن مسلط شد. او آگاهی نسبتاً خوبی به زبان جغتایی (زبان اجدادی مغول) داشت. اکبر در ۱۵۸۳م عبدالرحیم خان‌خانان را به‌عنوان اتابک سلیم منصوب کرد. سلیم شاهزاده‌ای سرکش بود و در سال ۱۶۰۱ بر ضد اکبر شورید و در الله‌آباد خود را شاه خواند اما سرانجام تسلیم شد و پس از آن دیگر از دستورها اکبر رویگردان نشد. یکی دیگر از اقدامات سلیم در دورهٔ اکبر، فرمان قتل ابوالفضل علامی بود.

## عشق به انارکلی
پس از سال‌ها آموزش سلیم به دربار پدر بازمی‌گردد و برخلاف انتظار همه از جمله پدر، به عشق دخترکی به نام «انارکلی» رقّاصهٔ دربار مبتلا می‌گردد. عشق آن دو با نفرت زیادی شروع به آغاز می‌گردد. آن دو در آمر همدیگر را ملاقات می‌کنند ولی آن‌ها هیچ‌کدام یکدیگر را نمی‌شناسند و انارکالی به آگرا می‌رود تا عشق پنهان خود را بیابد، در آگرا، انارکالی با مشکلات زیادی همچون مرگ پدرش، رقاصه شدنش و… روبه‌رو می‌شود و پس از پیدا کردن عشق خود و شناخت او نفرتی میان آن دو شکل می‌گیرد و در طی مدتی، تبدیل به عشقی باور نکردنی می‌شود. قدرت عشق فراتر می‌رود و راز آن‌ها آشکار شده و سبب پیدایش شکافی عظیم بین پدر و پسر می‌شود. اکبرشاه از هیچ کاری برای دور کردن این دو از یکدیگر فروگذار نمی‌کند ابتدا با زندانی کردن انارکالی سعی در دور کردن او از شاهزاده دارد؛ ولی سلیم، با آگاهی از محل اختفای انارکالی، او را آزاد می‌کند.
سپس اکبر تصمیم به قتل انارکالی می‌گیرد؛ لذا به فرمان شاه او را ربوده و در چاهی زنده به گور می‌کنند و بدین ترتیب انارکالی می‌میرد و این عشق ناکام می‌ماند شاهزاده سلیم به خاطر علاقه زیادش به انارکالی شعر زیر را در حسرت دیدار او می‌سراید و بر روی قبر وی حک می‌کند و در زیر نام شاعر را «سلیم مجنون» می‌گذارد: ا
| تا قیامت شکر گویم کردگار خویش را |  | آه گر من باز بینم روی یار خویش را |

## فرمانروایی

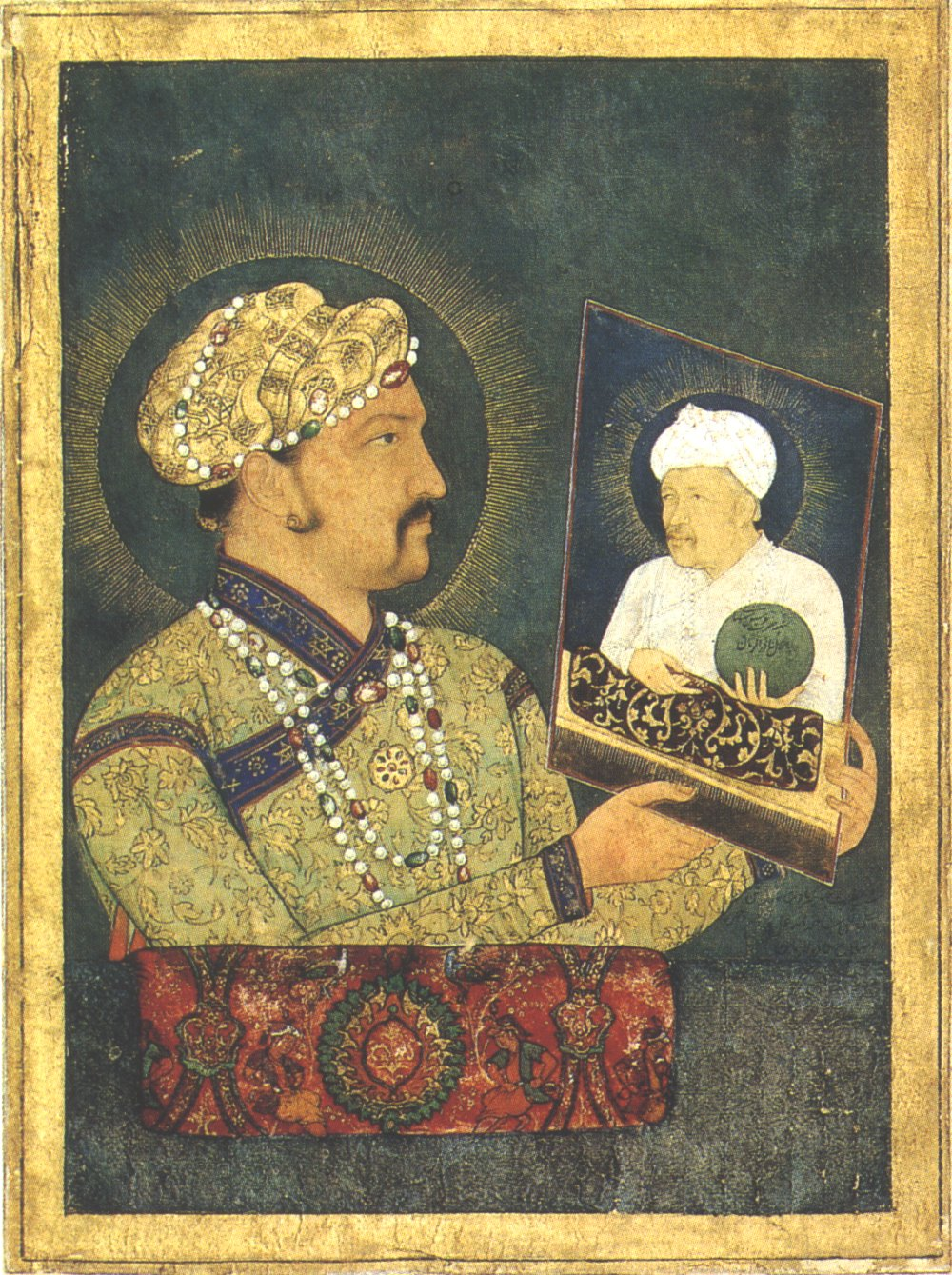
مینیاتوری از جهانگیر که تصویری از پدرش، اکبر کبیر، را در دست دارد.

سلیم، که اکبر روزگاری آن همه آرزوی تولدش را می‌کرد، علیه پدر شورید. در سال ۱۶۰۰ وقتی که اکبر در یک لشکرکشی پایتخت را ترک کرده بود، سلیم خود را پادشاه خواند. اکبر به سرعت بازگشت و قدرت را در دست گرفت و فکر کرد به جای تاج و تخت عنوان خسرو را به او بدهد.این چنین جنگ میان پدر و پسر به جنگی وحشت ناک تبدیل شد و مصیبت اش مرگ عشق سلیم بود. سلیم و پدرش با تنفری زیاد میان یکدیگر به مقابله پرداختند، سرانجام پس‌از ۵ سال اکبر درگذشت و شاهزاده سلیم بعد از ۸ روز از مرگ پدر در ۳ نوامبر سال ۱۶۰۵ میلادی، به پادشاهی رسید و به نام جهانگیر فرمانروا و پادشاه سلسله گورکانی در هند شد. سلیم تا ۱۶۲۷ به مدت ۲۲ سال حکمرانی کرد. سلیم که پس از به تخت نشستن خود را جهانگیر نامید، نخستین فرمانروای مغول بود که مادرش از خاندان مغول یا ایرانی ریشه نگرفته بود و پسر یک شاهزاده خانم راجپوتی به‌نام جودا بای بود.

## ظهور نورجهان به قدرت

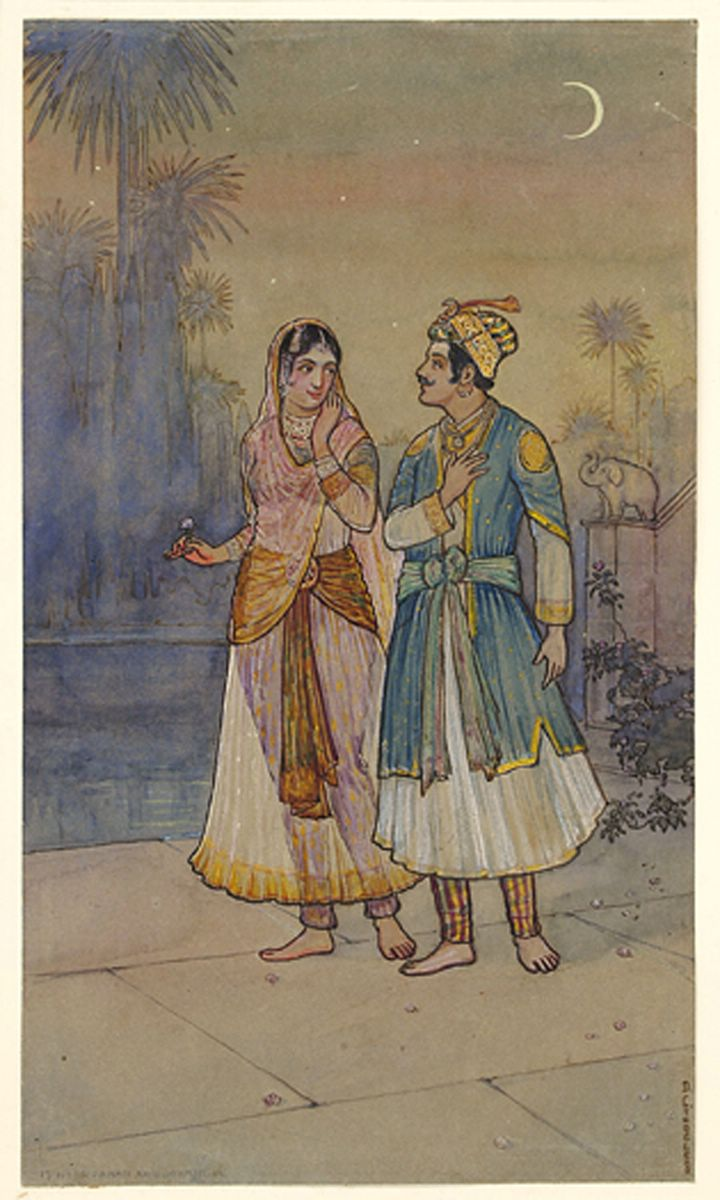
جهانگیر و نورجهان

جهانگیر در ماه مه ۱۶۱۱ با زنی ایرانی به نام مهرالنسا ملقب به نورجهان ازدواج کرد که بیوه شیر افغان حاکم یاغی بنگال بود. نورجهان همچنین نوه یکی از درباریان شاه تهماسب صفوی بود و پدرش به نام میرزا غیاث الدین شیرازی ملقب به «اعتمادالدوله» در دربار اکبر و جهانگیر مناصب مهمی داشت. میرزا غیاث الدین شخصی ایرانی بود که با خانواده‌اش در دورهٔ اکبر، (سلطنت ۱۴–۹۶۳ ه‍.ق) به هند رفت و در دربار او به کار اشتغال ورزید و در مدت کوتاهی پیشرفت کرد و عهده‌دار فعالیت‌های مهمی شد. پیشرفت او در دوره جهانگیر چنان بود که به عالی‌ترین مقام اداری کشور یعنی به منصب صدارت عظمی دست یافت. نور جهان زنی بسیار قدرتمند و پرنفوذ در کل امپراتوری بود که به تنهایی از سلطنت جهانگیر مواظبت کرد، او زنی بسیار شجاع، بی‌باک و جنگجو بود که از عشق به جهانگیر جان خود را کف دستش می‌گذاشت و به مقابله با دشمنان می‌پرداخت، به‌طوری‌که وی ستون سلطنت مغول را در دوران جهانگیر بسیار مستحکم کرد و اگر او نبود سلطنت مغول غروب می‌کرد و هندوستان با مشکلاتی به‌شدت سخت و پی‌درپی روبه‌رو می‌شد.
ملکه نورجهان زنی بسیار بذله‌گو، باهوش، زیبا، هنرمند، هنرپرور، با استعداد و بافرهنگ بود؛ و جهانگیر را تا زمان مرگ چنان سخت شیفته خود کرده بود که قدرت‌های بسیار زیادی در دولت به‌دست‌آورد، طوری که نقشی تعیین‌کننده و بارز در کل دربار امپراتوری پیدا کرده و باعث نفوذ بسیاری از ایرانیان به دربار امپراتوری گورکانی شد، به‌خصوص تمامی خانواده و نزدیکان خود از جمله پدر، مادر و برادرانش، که همه بسیار قدرتمند و صاحب نفوذ بودند.
پدر و برادر نورجهان به نام‌های میرزا غیاث و آصف خان، در دربار جهانگیر، با صلاحیت آشکار نورجهان، وزیر اعظم، وکیل و سپهسالار بودند. در دوران سلطنت جهانگیر، قدرت واقعی به‌طور رسمی میان آصف خان و خواهرش نورجهان تقسیم شده بود، هر چند نورجهان قدرت برادر خود را کنترل می‌کرد. و بخاطر همین جایگاه دختر آصف خان به نام ارجمند بانو بیگم (که بعدها ممتاز محل نام گرفت)، همسر پسر جهانگیر به نام شاهزاده خرم (که بعدها شاه جهان نام گرفت) یعنی پسرعمه خود شد.
«ملکه نورجهان، همسر ایرانی جهانگیرشاه، شاه گورکانی هند، در ۱۹ بهمن ۱۰۰۵ خورشیدی، کودتای صد روزه سردار محبت‌خان، فرمانده پادگان دهلی را در برابر شوهرش سرکوب کرد و آشوب‌گران را به بند کشید. هنگام کودتا، جهانگیرشاه در بستر بیماری بود و نورجهان با ترفندی ماهرانه توانست سلطنت شوهر خود را حفظ کند.»

## نحوه حکمرانی
جهانگیر به عنوان کسی که زنجیر عدالت داشت مشهور است او به شیوه انوشیروان پادشاه ساسانی ایران، زنجیری متصل به زنگ را از درون قصر به بیرون آویخته بود تا هر که عدالت‌خواهی دارد آن را به صدا درآورد. افزون بر آن او از مادر نسب هندو راجپوت را داشت و از پدر نسب مسلمان، پس مورد احترام هر دو گروه بود. با این وجود جهانگیر برخلاف سنت مادرش جودا، در احیای شریعت اسلام می‌کوشید و رهبر مذهبی آئین جین را کشت و معبد هندوها را تخریب کرد.
قاضی نورالله شوشتری در عهد وی در سال ۱۰۱۹ ه‍.ق در زیر ضربات شلاق کشته شد. دلیل کشته شدن او نوشتن کتاب مجالس‌المؤمنین بود.

## کتاب‌سازی
جهانگیر در امر تصویرسازی و کتابت آثار جاویدان پارسی کوشا بود و مرقع گلشن که نمونه کاملی از نفاست و تابناکی هنر هندی-ایرانی است و مرقع جهانگیر که از شاهکارهای هنری ممتاز و پر آوازهٔ این دوره است و اکنون در موزه برلین نگهداری می‌شود، حاصل حمایت‌های او از هنر ایرانی است.
جهانگیر نویسنده خوبی بود و به طبیعت عشق می‌ورزید. او به رسم گذشتگانش همچون بابر، کتابی فراهم کرد به نام توزک جهانگیری که زندگی‌نامه خود اوست. جهانگیر به جمع‌آوری نقاشی‌ها و آثار خطی نفیس علاقه‌مند بود که اکنون زینت بخش موزه‌های جهان هستند.
همچنین نسخه تجدید نظر یافته لغت‌نامهای فارسی که به فرهنگ جهانگیری شهرت دارد. توسط جمال‌الدین حسین بن فخرالدین حسن اینجوی شیرازی، ملقب به عضدالدوله، به جهانگیر عرضه شد. این کتاب صرفاً محتوی لغاتی است که آن‌ها را فارسی می‌شناسیم، برای هر لغت شواهد شعری آورده‌است و از بهترین و دقیق‌ترین فرهنگ‌های زبان فارسی به‌شمار می‌رود.

## درگذشت

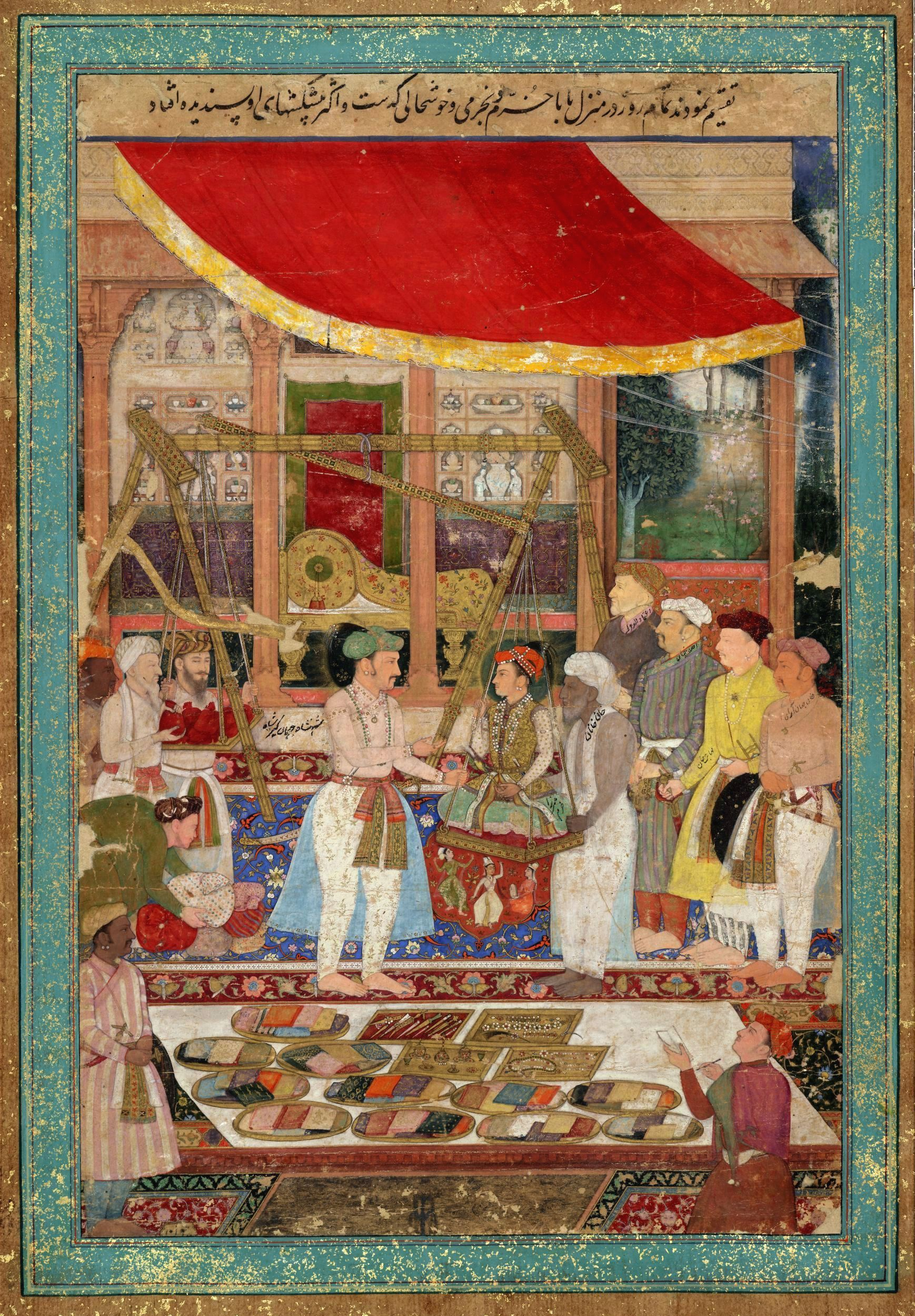
وزن‌کشی شاهزاده خُرم توسط جهانگیرشاه با سکه‌های طلا، نام اثری است از مانوهار داس، از هنرمندان دربار گورکانی، مربوط به اوایل سده ۱۷ میلادی. این اثر اکنون در موزه بریتانیا نگه‌داری می‌شود.

جهانگیر در سال ۱۶۲۷ به دلیل زیاده روی در شراب‌خواری سلامتش را از دست داد و در راه بازگشت از راه کشمیر و کابل بر اثر سرمای شدید درگذشت. آخرین کلمه‌ای که او قبل از مرگش به زبان آورد، انارکلی بود. او را در باغ شاه‌دارا در حومه شهر لاهور در پنجاب پاکستان به خاک سپردند. بنای زیبای آرامگاه جهانگیر یکی از جاذبه‌های گردشگری در لاهور است.
جهانگیرشاه شش پسر به نام‌های خسرو میرزا، پرویز، خرم، شهریار و جهاندار داشت؛ که از این میان خرم با نام شاه جهان به جای پدر بر تخت نشست.

## نگارخانه

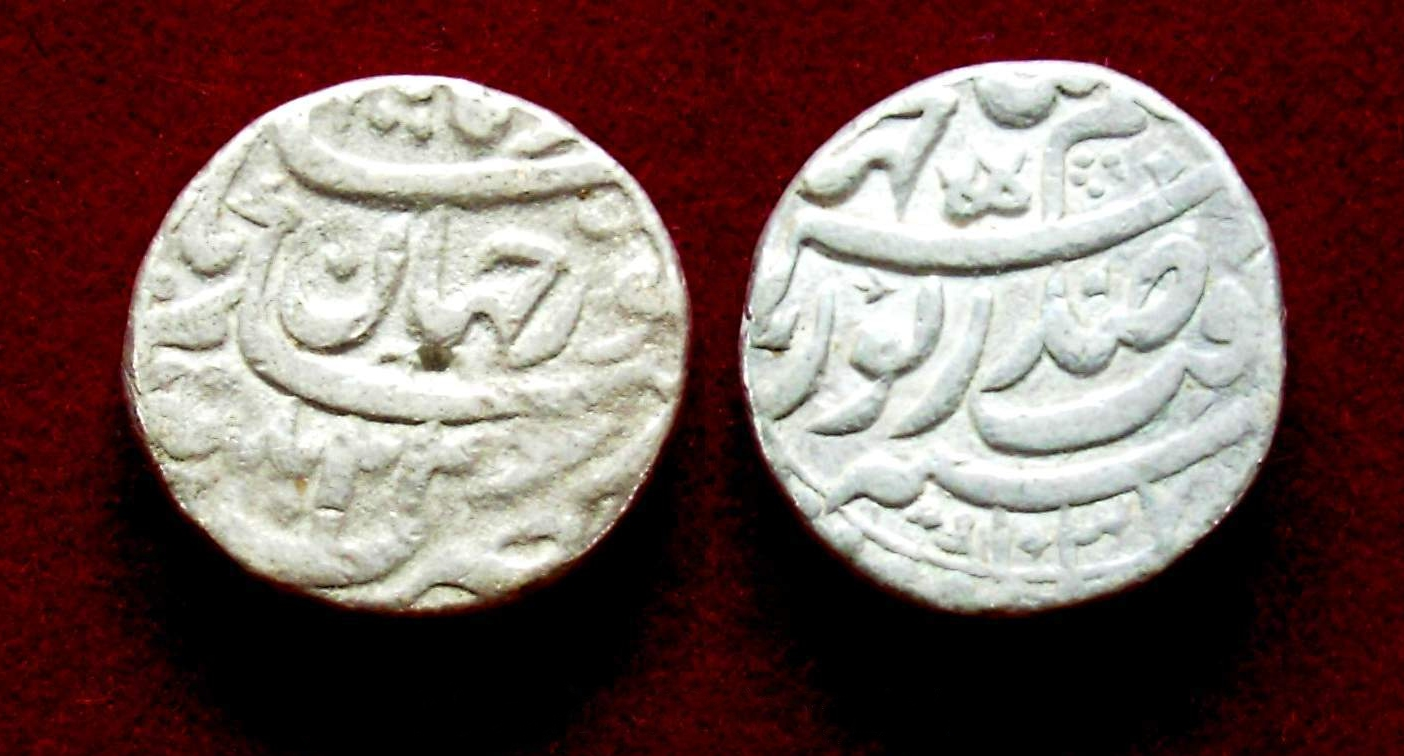
سکه روپیه نقره ای که در زمان جهانگیر نامگذاری شده و دارای نام نور جهان است. مورخ هجری قمری در سال ۱۰۳۷ هجری قمری ، سال ۲۲ عادی (۱۶۲۷/۱۶۲۸ م) ، در پاتنا ذوب شده‌است.
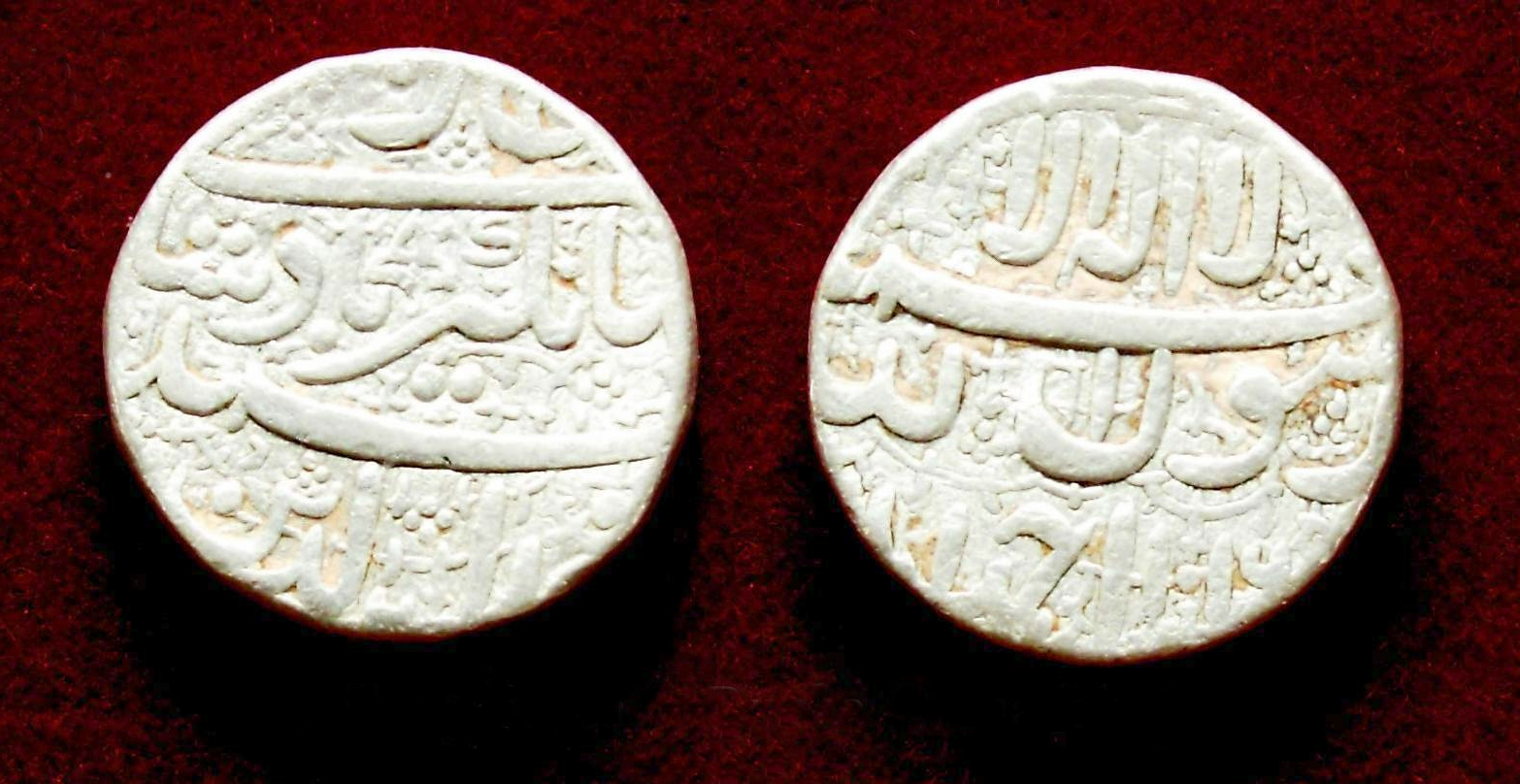
روپیه سنگین جهانگیر
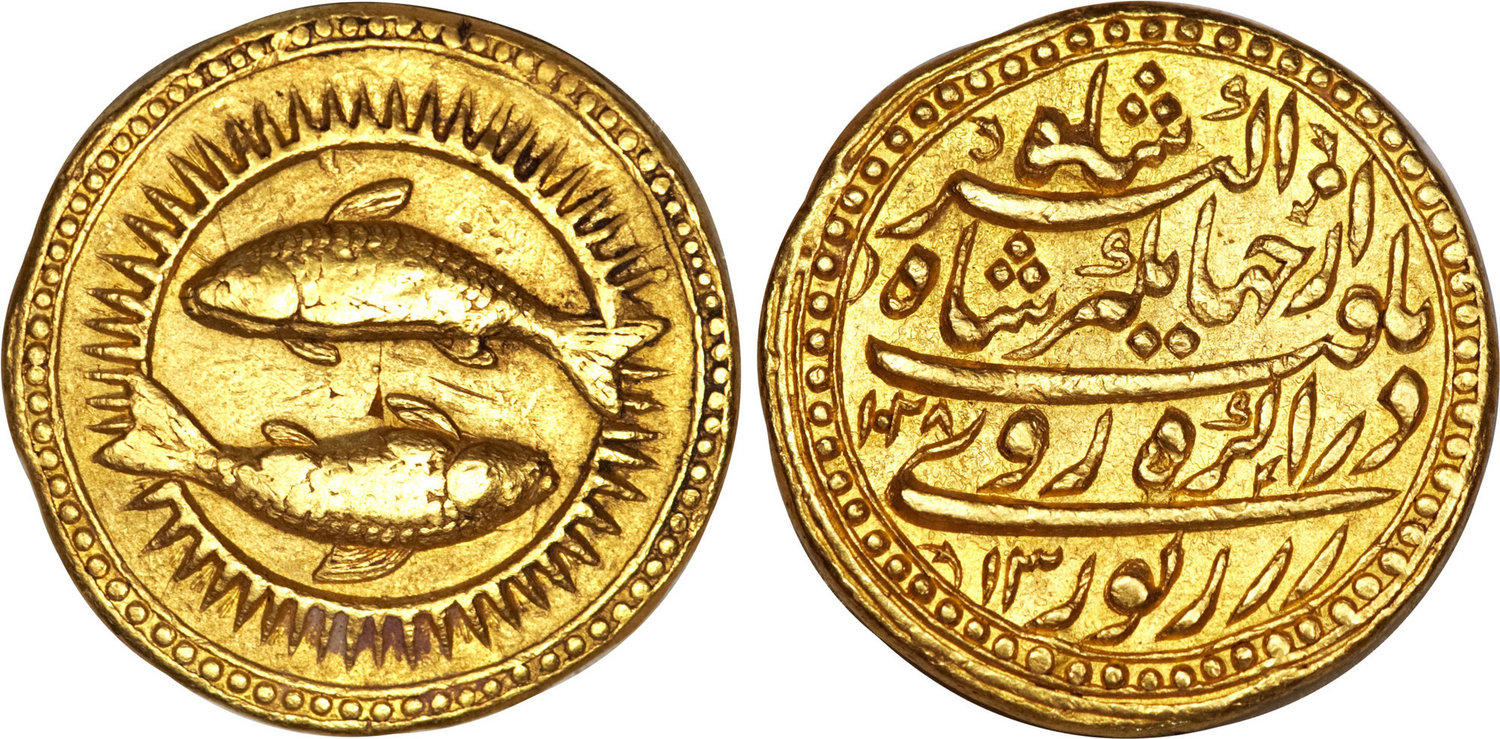
سکه جهانگیر شاه با نقش خورشید در برج حوت؛ ۱۰۲۸ هجری
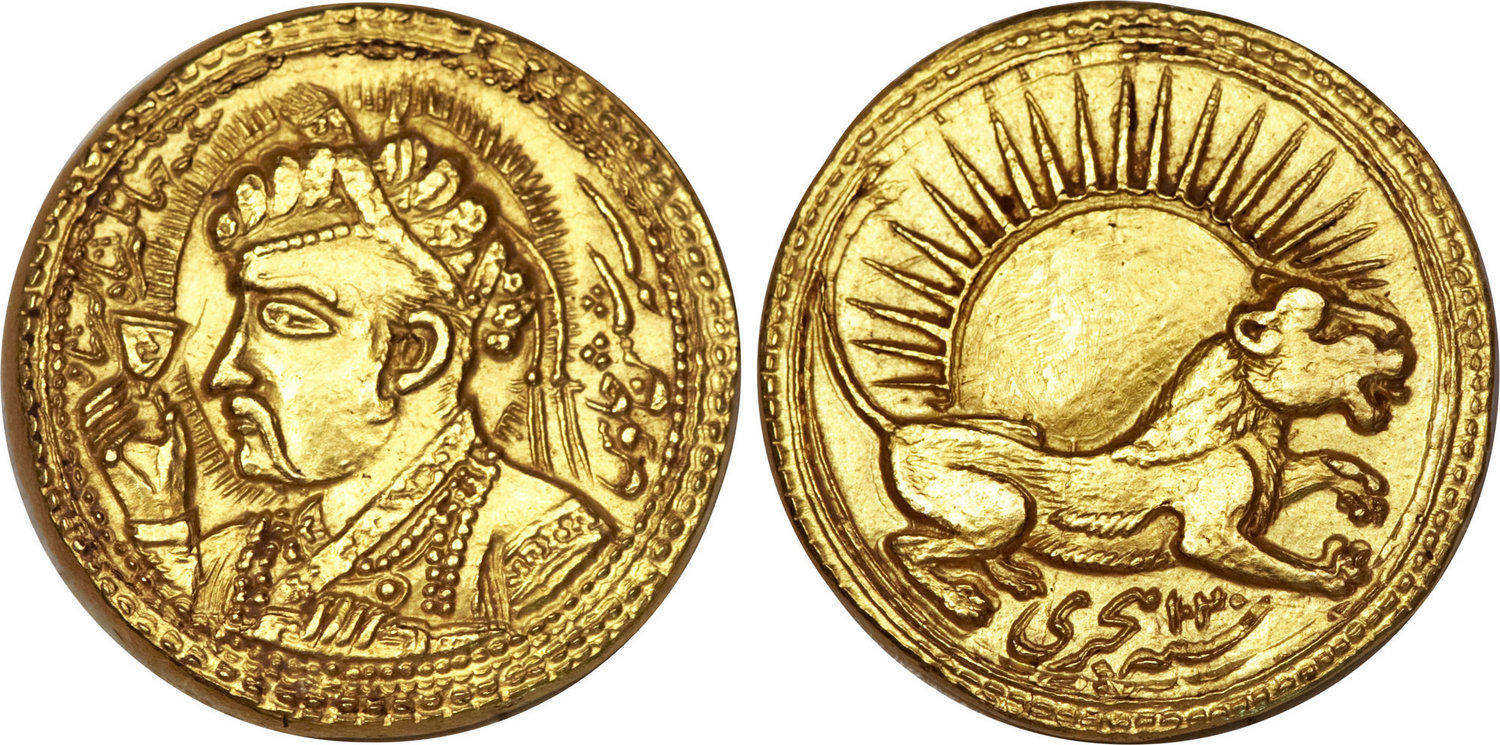
سکه جهانگیرشاه با نقش خورشید در برج اسد که به‌مناسبت ششمین سال جلوس و با نوشته‌های فارسی ضرب شده؛ ۱۰۲۰ هجری
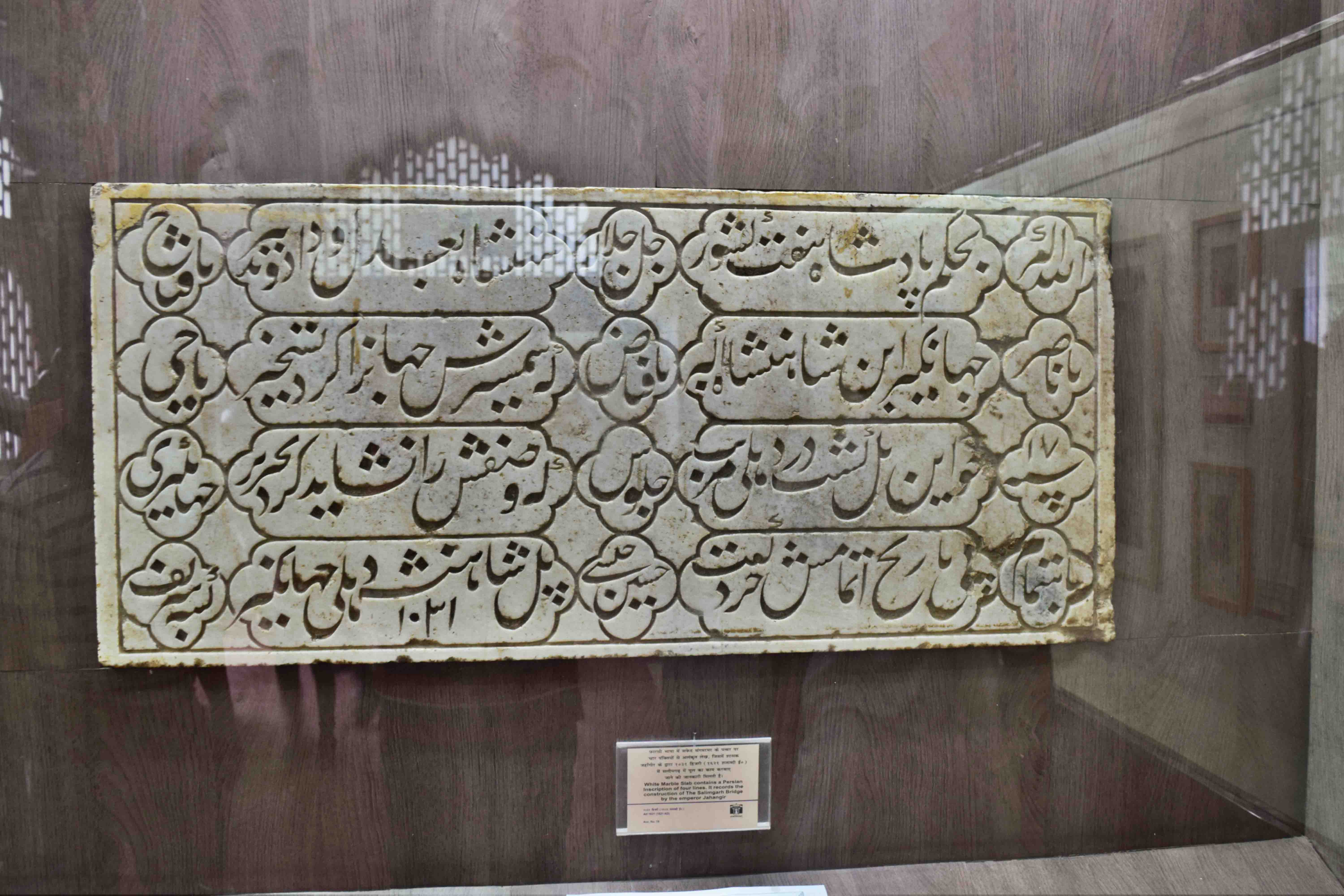
سنگ مرمر با شعر چهار بیتی فارسی که تاریخ ساخت پل سلیم‌گره به دستور جهانگیر در آن قید شده‌است.

## نبرد با صفویان
جنگ ایران و گورکانیان نبردی میان گورکانیان و صفویان شاه عباس یکم بود که بین در سال‌های ۱۶۲۲ و ۱۶۲۳ رخ داد. ارتش صفوی در این نبرد پیروز شد.